# Општина Ладешти (Валча)
Ладешти (рум. Lădeşti) општина је у Румунији у округу Валча.
Oпштина се налази на надморској висини од 259 m.